# World War Live - Battle of the Baltic Sea (2011)
Albums de Sabaton
Coat of Arms
(2010) Carolus Rex
(2012)
World War Live - Battle of the Baltic Sea est le premier album live du groupe suédois de heavy metal Sabaton sorti en 2011.

## Contenu

### CD1 - Live at Sabaton Cruise, December 2010
1. The March to War (intro)
2. Ghost Ddivision
3. Uprising
4. Aces in Eexile
5. Cliffs of Gallipoli
6. White Death
7. Swedish Pagans
8. Wolfpack
9. 40:1
10. The Art of War
11. Attero Dominatus
12. The Price of a Mile
13. Primo Victoria
14. Metal Medley
15. Dead Soldier's Waltz (outro)

### CD2 - World War Tour 2010
1. Screaming Eagles
2. Coat of Arms
3. Into the Fire
4. Talvisota
5. Final Solution
6. Back in Control
7. Panzerkampf
8. 7734
9. Hellrider
10. Panzer Battalion
11. Rise of Evil
12. 40:1

### DVD - Live at Rockstad: Falun 2008
1. Ghost division
2. The art of war
3. Intro the fire
4. Nuclear attack
5. Rise of Evil
6. 40:1
7. Wolfpack
8. Panzer battalion
9. Price of a mile
10. In the name of God
11. Union
12. A light in the black
13. Primo Victoria
14. Cliffs of Gallipoli
15. Attero dominatus
16. Metal Medley